# びじゅチューン!
びじゅチューン!は、NHK Eテレで2013年8月11日から放送されている美術関連のテレビ番組である。本項目では、同番組の派生番組である「MIXびじゅチューン!」についても記述する。

## 解説
世界の美術をユニークな歌とアニメーションで紹介する番組。日本の絵画・世界の絵画・立体物の3ジャンルから著名な美術作品をテーマにした1分半前後のオリジナルソングを放映し、毎回5分間の番組の中でアバン→オリジナルソング→曲・作品の趣旨解説→オリジナルソング（コーラス付き）の構成で紹介する。
映像は作詞・作曲・歌・アニメーションの全てを井上が制作しており、作品を真摯に観察し鑑賞や模写をし心惹かれた点をクローズアップする形で描写し1本当たり平均300-500枚を手描きしおおむね月1本新作を放送。ゴッホ「ひまわり」をタワシ、名刀を特急電車、俵屋宗達「風神雷神図屏風」を待ち合わせ場所に駆け込んだ二人に見立てるなどの奇想天外な発想で描かれている。
解説を挟みながら井上のソロバージョン（井上自身の声を合成して重ねることもある)、吉岡弘行とジョリー・ラジャーズの男声合唱を加えたバージョンの2種類(アニメは同一）を放映。ネット配信では前者が、CDやDVDでは後者が採録されている。また、不定期にごちそんぐDJのDJみそしるとMCごはんをゲストに迎えたデュエット曲も何度か制作されている。

## 放送時間

### びじゅチューン!
- 毎週水曜日 19:50 - 19:55、木曜日 16:25 - 16:30、金曜日 23:50 - 23:55（2022年4月6日 - ）
  - 毎月最終週の水曜日は、放送休止、再放送のみの放送となる。

過去
- 毎週日曜日 17:55 - 18:00（2014年4月27日 - 2017年4月2日）
  - 元々は不定期に放送されていたが、2014年5月からは再放送と新作を交えながら毎週放送されていた。
- 毎週火曜日 19:50 - 19:55、水曜日 22:45 - 22:50（2017年4月4日 - 2018年3月27日）
- 毎週水曜日 19:50 - 19:55、月曜日 5:55 - 6:00、火曜日 0:50 - 0:55（2018年4月4日 - 2021年3月24日）
- 毎週月曜日 23:15 - 23:20、金曜日 15:55 - 16:00、月曜日 5:50 - 5:55、隔週金曜日 10:10 - 10:15（2021年3月29日 - 9月27日）
- 毎週火曜日 22:45 - 22:55、金曜日 15:55 - 16:00、月曜日 5:50 - 5:55、隔週金曜日 10:10 - 10:15（2021年10月5日 - 2022年3月29日）
  - 火曜日は、2回分を続けて放送。
  - 再放送は、本放送（火曜日）の1本目を放送。
- 2019年1月2日 - 2019年1月4日「びじゅチューン!あけましてアンコール!」
  - 2日2:40 - 4:00(2-19回、4・18を除く)、3日1:30 - 4:00(20-49)、4日0:50 - 3:00(50-75)

### MIXびじゅチューン!
- 毎月第2木曜日 14:50 - 15:00、第2金曜日 6:40 - 6:50、第3金曜日 12:40 - 12:50（2022年4月14日 - ）

## 放送リスト
ここでは、これまで放送された回と番組内で紹介された作品を紹介する。また、YouTubeにも一部作品が公式から投稿されているが、1作目「あしゅらコーラス」、4作目「ファッショニスタ大仏」、18作目「最後の晩餐サンバ」の3作品は諸事情により削除。上記3作品はDVD・CDには収録されておらず、2024年現在もテレビでの再放送は行われていない。
| 回  | タイトル                                 | テーマ                                                                                               | 初回放送日     |
| --- | ---------------------------------------- | --- | -------------- |
| 1   | あしゅらコーラス                         | 阿修羅像（興福寺）                                                                                   | 2013年 8月11日 |
| 2   | 委員長はヴィーナス                       | サンドロ・ボッティチェッリ「ヴィーナスの誕生」（ウフィツィ美術館）                                   | 8月18日        |
| 3   | 風神雷神図屏風デート                     | 俵屋宗達「風神雷神図屏風」（建仁寺）                                                                 | 8月25日        |
| 4   | ファッショニスタ大仏                     | 東大寺盧舎那仏像（東大寺）                                                                           | 2014年 1月29日 |
| 5   | 樹花鳥獣図屏風事件                       | 伊藤若冲「樹花鳥獣図屛風」（静岡県立美術館）                                                         | 2月5日         |
| 6   | お局のモナ・リザさん                     | レオナルド・ダ・ヴィンチ「モナ・リザ」（ルーブル美術館）                                             | 2月19日        |
| 7   | 見返りすぎてほぼドリル                   | 菱川師宣「見返り美人図」（東京国立博物館）                                                           | 5月4日         |
| 8   | LOVEタージ・マハル先輩                   | タージ・マハル                                                                                       | 5月25日        |
| 9   | オフィーリア、まだまだ                   | ジョン・エヴァレット・ミレー「オフィーリア」（テート・ブリテン）                                     | 6月15日        |
| 10  | 住んでます、八橋蒔絵硯箱                 | 尾形光琳「八橋蒔絵螺鈿硯箱」（東京国立博物館）                                                       | 7月6日         |
| 11  | ムンクの叫びラーメン                     | エドヴァルド・ムンク「叫び」（オスロ国立美術館）                                                     | 7月27日        |
| 12  | 鳥獣戯画ジム                             | 鳥獣人物戯画（高山寺）                                                                               | 8月24日        |
| 13  | レーサーはゴーギャン                     | ポール・ゴーギャン「我々はどこから来たのか 我々は何者か 我々はどこへ行くのか」（ボストン美術館）     | 9月7日         |
| 14  | ツタンカーmail                           | ツタンカーメンのマスク（カイロ考古学博物館）                                                         | 9月28日        |
| 15  | その天女、柄マニアにつき                 | 薬師寺吉祥天女像（薬師寺）                                                                           | 10月19日       |
| 16  | アイネクライネ唐獅子ムジーク             | 狩野永徳「唐獅子図屏風」（三の丸尚蔵館）                                                             | 11月9日        |
| 17  | ナスカの地上絵、微生物                   | ナスカの地上絵                                                                                       | 11月30日       |
| 18  | 最後の晩餐サンバ                         | レオナルド・ダ・ヴィンチ「最後の晩餐」（サンタ・マリア・デッレ・グラツィエ修道院）                   | 12月21日       |
| 19  | ザパーンドプーンLOVE                     | 葛飾北斎「富嶽三十六景 神奈川沖浪裏」（東京富士美術館）                                              | 2015年 1月4日  |
| 20  | ルソー5                                  | アンリ・ルソー「眠るジプシー女」（ニューヨーク近代美術館）                                           | 1月25日        |
| 21  | 転校しないで五絃琵琶                     | 螺鈿紫檀五絃琵琶（正倉院）                                                                           | 2月15日        |
| 22  | 貴婦人でごめユニコーン                   | 貴婦人と一角獣（フランス国立クリュニー中世美術館）                                                   | 3月1日         |
| 23  | 兵馬俑ウエディング                       | 兵馬俑（秦始皇帝陵及び兵馬俑坑）                                                                     | 3月8日         |
| 24  | 保健室に太陽の塔                         | 岡本太郎「太陽の塔」（万博記念公園）                                                                 | 3月15日        |
| 25  | ランチは地獄の門の奥に                   | オーギュスト・ロダン「地獄の門」（国立西洋美術館）                                                   | 5月3日         |
| 26  | 紅白梅図屏風グラフ                       | 尾形光琳「紅白梅図屏風」（MOA美術館）                                                                | 5月24日        |
| 27  | 真珠の耳飾りのくノ一                     | ヨハネス・フェルメール「真珠の耳飾りの少女」（マウリッツハイス美術館）                               | 6月7日         |
| 28  | 縄文土器先生                             | 火焔型土器（十日町市博物館）                                                                         | 6月28日        |
| 29  | 洛中洛外シスターズ                       | 洛中洛外図屏風（船木本）（東京国立博物館）                                                           | 7月19日        |
| 30  | 火消しが来りて笛を吹く                   | エドゥアール・マネ「笛を吹く少年」（オルセー美術館）                                                 | 8月2日         |
| 31  | 祖母のコロッセオハット                   | コロッセオ                                                                                           | 8月23日        |
| 32  | 崖のぼり、のちキス                       | グスタフ・クリムト「接吻」（オーストリア・ギャラリー）                                               | 9月13日        |
| 33  | ベーカリー空也                           | 空也上人像（六波羅蜜寺）                                                                             | 9月27日        |
| 34  | 便利だわ、ブロードウェイ・ブギウギ       | ピエト・モンドリアン「ブロードウェイ・ブギウギ」（ニューヨーク近代美術館）                           | 10月18日       |
| 35  | ラス・メニーナス、開演前                 | ディエゴ・ベラスケス「ラス・メニーナス」（プラド美術館）                                             | 11月8日        |
| 36  | 姫路城と初デート                         | 姫路城                                                                                               | 11月29日       |
| 37  | 夏野菜たちのランウェイ                   | ジュゼッペ・アルチンボルド「四季〈夏〉」（ルーブル美術館）                                           | 12月20日       |
| 38  | 武蔵の遅刻理由                           | 歌川国芳「宮本武蔵の鯨退治」（ニューベッドフォード捕鯨博物館）                                       | 2016年 1月10日 |
| 39  | 私たちは元パルテノン神殿                 | パルテノン神殿                                                                                       | 1月24日        |
| 40  | Walking！ニケ                            | サモトラケのニケ（ルーブル美術館）                                                                   | 2月14日        |
| 41  | 敢えて湖畔                               | 黒田清輝「湖畔」（東京国立博物館）                                                                   | 2月28日        |
| 42  | 月曜日モンスター                         | ジョルジュ・スーラ「グランド・ジャット島の日曜日の午後」（シカゴ美術館）                             | 3月13日        |
| 43  | ナルキッソス天気予報                     | ミケランジェロ・メリージ・ダ・カラヴァッジョ「ナルキッソス」（ローマ・バルベリーニ宮国立古典美術館） | 5月15日        |
| 44  | 通勤フロム山水長巻                       | 雪舟「山水長巻（四季山水図巻）」（毛利博物館）                                                       | 6月12日        |
| 45  | 曜変天目ディスコ                         | 曜変天目茶碗（静嘉堂文庫美術館）                                                                     | 7月10日        |
| 46  | 潜入捜査 in ムーラン・ド・ラ・ギャレット | ピエール=オーギュスト・ルノワール「ムーラン・ド・ラ・ギャレットの舞踏会」（オルセー美術館）          | 8月7日         |
| 47  | 噴火する背中                             | 富士御神火文黒黄羅紗陣羽織（大阪城天守閣）                                                           | 9月4日         |
| 48  | プロポーズはラスコーの洞窟で             | ラスコー洞窟                                                                                         | 10月2日        |
| 49  | 1500年のオーディション                   | アルブレヒト・デューラー「1500年の自画像」（アルテ・ピナコテーク）                                   | 10月30日       |
| 50  | 博士、それ象牙多層球ですよ               | 象牙多層球（雕象牙透花雲龍紋套球）（故宮博物院）                                                     | 11月27日       |
| 51  | サグラダ・編みリア                       | アントニ・ガウディ「サグラダ・ファミリア」                                                           | 12月25日       |
| 52  | ひまわりがお掃除しちゃうわよ             | フィンセント・ファン・ゴッホ「ひまわり」（東郷青児記念損保ジャパン日本興亜美術館）                   | 2017年 1月26日 |
| 53  | 小面の休日                               | 庸久「小面」（観世宗家）                                                                             | 2月19日        |
| 54  | 雨は愛すが人逃げる                       | 歌川広重「名所江戸百景 大はしあたけの夕立」（東京富士美術館）                                        | 3月30日        |
| 55  | 厳島ライフセーバー                       | 厳島神社                                                                                             | 4月25日        |
| 56  | 夢パフューマー麗子                       | 岸田劉生「麗子微笑」（東京国立博物館）                                                               | 5月30日        |
| 57  | 民衆を温泉に導く自由の女神               | ウジェーヌ・ドラクロワ「民衆を導く自由の女神」（ルーブル美術館）                                     | 6月27日        |
| 58  | ツボのツボマッサージ師                   | 野々村仁清「色絵藤花文茶壺」（MOA美術館）                                                            | 7月25日        |
| 59  | 審判はフリーダ                           | フリーダ・カーロ「私の心のディエゴ」（メキシコ近代美術館）                                           | 9月5日         |
| 60  | ハッピーバースデーdearニーゼン山         | パウル・クレー「ニーゼン山」（ベルン美術館）                                                         | 9月26日        |
| 61  | 出会えないりんごとオレンジ               | ポール・セザンヌ「リンゴとオレンジのある静物」（オルセー美術館）                                     | 10月31日       |
| 62  | ヘルスチェックインザヘル                 | 地獄草紙（奈良国立博物館）                                                                           | 11月28日       |
| 63  | 雪中のフォーメーション＜山＞             | ピーテル・ブリューゲル「雪中の狩人」（美術史美術館）                                                 | 12月26日       |
| 64  | 睡蓮ノート                               | クロード・モネ「睡蓮」（カーネギー美術館）                                                           | 2018年 1月30日 |
| 65  | 夕暮れ、浄土堂ショー                     | 浄土寺浄土堂（浄土寺）                                                                               | 2月27日        |
| 66  | 特急三日月宗近                           | 太刀 銘三条（名物三日月宗近）（東京国立博物館）                                                      | 3月26日        |
| 67  | 何にでも牛乳を注ぐ女                     | ヨハネス・フェルメール「牛乳を注ぐ女」（アムステルダム国立美術館）                                   | 4月25日        |
| 68  | 鮭ミラーボール                           | 高橋由一「鮭」（東京藝術大学）                                                                       | 5月30日        |
| 69  | ひとり縄文会議                           | 中空土偶（市立函館博物館）                                                                           | 6月27日        |
| 70  | ツイスト出産                             | 摩耶夫人および天人像（東京国立博物館）                                                               | 7月25日        |
| 71  | 平熱でうらめしや                         | 円山応挙「幽霊図（お雪の幻）」（アメリカ・カリフォルニア大学バークレー美術館）                       | 8月29日        |
| 72  | テュルプ博士の参観日                     | レンブラント・ファン・レイン「テュルプ博士の解剖学講義」（マウリッツハイス美術館）                   | 9月26日        |
| 73  | 指揮者が手                               | 高村光太郎「手」（東京国立近代美術館）                                                               | 10月31日       |
| 74  | 写楽式洗顔                               | 東洲斎写楽「三代目大谷鬼次の江戸兵衛」（東京国立博物館）                                             | 11月28日       |
| 75  | 地元が快楽の園                           | ヒエロニムス・ボス「快楽の園」（プラド美術館）                                                       | 12月26日       |
| 76  | 人を真似る瓶                             | エドゥアール・マネ「フォリー・ベルジェールのバー」（コートールド・ギャラリー）                       | 2019年 1月30日 |
| 77  | 龍虎旅館                                 | 長沢芦雪「龍図」「虎図」（無量寺）                                                                   | 2月27日        |
| 78  | 私を投げ入れて                           | 投入堂（三徳山三佛寺）                                                                               | 3月27日        |
| 79  | 立体曼荼羅マスゲーム                     | 立体曼荼羅（東寺）                                                                                   | 4月24日        |
| 80  | いちご泥棒 大脱走                        | ウィリアム・モリス「いちご泥棒」                                                                     | 5月29日        |
| 81  | おりがみのよりとも                       | 伝源頼朝像（神護寺）                                                                                 | 6月26日        |
| 82  | 再配達には金印を                         | 漢委奴国王印（福岡市博物館）                                                                         | 7月31日        |
| 83  | 夏秋草図屏風デート                       | 酒井抱一「夏秋草図屏風」（東京国立博物館）                                                           | 8月28日        |
| 84  | エスパーカフェ                           | エドガー・ドガ「アブサント（カフェにて）」（オルセー美術館）                                         | 9月25日        |
| 85  | アルルの訳あり物件                       | フィンセント・ファン・ゴッホ「ファン・ゴッホの寝室（アルルの寝室）」（オルセー美術館）               | 10月30日       |
| 86  | 電気さえあれば                           | 田中敦子「電気服」（高松市美術館）                                                                   | 11月27日       |
| 87  | 松林ズ                                   | 長谷川等伯「松林図屏風」（東京国立博物館）                                                           | 12月25日       |
| 88  | ダンス寿司                               | アンリ・マティス「ダンスⅡ」（エルミタージュ美術館）                                                  | 2020年 1月29日 |
| 89  | ひそひそと、秘儀の間で                   | 秘儀荘/秘儀の間（ポンペイ遺跡）                                                                      | 2月26日        |
| 90  | お互い擬態                               | 熊野磨崖仏                                                                                           | 3月25日        |
| 91  | ひとよだけ巡査                           | エミール・ガレ「ひとよ茸ランプ」（北澤美術館）                                                       | 6月24日        |
| 92  | 犬派はモノクロ 猫派はカラー              | 曾我蕭白「群仙図屏風」（文化庁）                                                                     | 7月1日         |
| 93  | 私たちが削るべきは床                     | ギュスターヴ・カイユボット「床削り」（オルセー美術館）                                               | 7月8日         |
| 94  | 納涼シアター                             | 久隅守景「納涼図屏風」（東京国立博物館）                                                             | 7月29日        |
| 95  | 歩く泡                                   | フランソワ・ポンポン「シロクマ」（オルセー美術館）                                                   | 8月26日        |
| 96  | 落穂拾子                                 | ジャン＝フランソワ・ミレー「落穂拾い」（オルセー美術館）                                             | 9月30日        |
| 97  | 竜田川にフタをする                       | 尾形乾山「色絵竜田川文透彫反鉢」（岡田美術館）                                                       | 10月28日       |
| 98  | デンタルクリニック死の島                 | アルノルト・ベックリン「死の島」（バーゼル美術館）                                                   | 11月25日       |
| 99  | 続いては、信貴山の石橋さ〜ん             | 信貴山縁起絵巻（信貴山朝護孫子寺）                                                                   | 12月31日       |
| 100 | プリマヴェーラに家庭訪問                 | サンドロ・ボッティチェッリ「春（プリマヴェーラ）」（ウフィツィ美術館）                               | 2021年 1月27日 |
| 101 | 鶴下ウェイ                               | 本阿弥光悦「鶴下絵三十六歌仙和歌巻」（京都国立博物館）                                               | 2月24日        |
| 102 | 書記に必要なギャルの精神                 | 書記座像（ルーブル美術館）                                                                           | 3月24日        |
| 103 | 玉虫の家庭教師が玉虫厨子                 | 玉虫厨子（法隆寺）                                                                                   | 4月26日        |
| 104 | スパイゴッデス                           | ミロのヴィーナス（ルーブル美術館）                                                                   | 5月31日        |
| 105 | アルノルフィーニ夫妻のベルト防衛戦       | ヤン・ファン・エイク「アルノルフィーニ夫妻像」（ロンドンナショナルギャラリー）                       | 7月26日        |
| 106 | 焔のお習字教室                           | 上村松園「焔」（東京国立博物館）                                                                     | 8月2日         |
| 107 | 銅鐸仮面舞踏会                           | 桜ヶ丘4号銅鐸（神戸市立博物館）                                                                      | 8月30日        |
| 108 | 葉が地に着くその前に                     | ジャクソン・ポロック「秋のリズム：ナンバー30」（メトロポリタン美術館）                               | 9月27日        |
| 109 | 海の幸のチューン                         | 青木繁「海の幸」（アーティゾン美術館）                                                               | 10月26日       |
| 110 | 猫の手もアダムの手も借りたい             | ミケランジェロ・ブオナローティ「アダムの創造」（システィーナ礼拝堂）                                 | 11月30日       |
| 111 | バベルの塔にカフェOPEN                   | ピーテル・ブリューゲル「バベルの塔」（ボイマンス・ヴァン・ベーニンゲン美術館）                       | 12月28日       |
| 112 | 老猿は主役じゃなくても                   | 高村光雲「老猿」（東京国立博物館）                                                                   | 2022年 1月25日 |
| 113 | スタイリングbyキトラ                     | キトラ古墳                                                                                           | 2月22日        |
| 114 | 染める蛇使い                             | アンリ・ルソー「蛇使いの女」（オルセー美術館）                                                       | 3月22日        |
| 115 | 土偶迷路                                 | 遮光器土偶（東京国立博物館）                                                                         | 6月1日         |
| 116 | 窓ごしの孔雀明王                         | 孔雀明王（東京国立博物館）                                                                           | 7月6日         |
| 117 | 検証・モネの筆                           | クロード・モネ「印象・日の出」（マルモッタン美術館）                                                 | 8月3日         |
| 118 | 雉香炉さんちは職場結婚                   | 野々村仁清「色絵雉香炉」（石川県立美術館）                                                           | 2023年 1月25日 |
| 119 | 十大弟子のバスケ大会                     | 棟方志功「二菩薩釈迦十大弟子」（棟方志功記念館）                                                     | 2月22日        |
| 120 | ジャズヶ崎明美                           | アンリ・マティス「ジャズ」（ニューヨーク近代美術館）                                                 | 3月15日        |
| 121 | グランド・オダリスクVS蚊                 | ドミニク・アングル「グランド・オダリスク」（ルーブル美術館）                                         | 6月27日        |
| 122 | 動植綵絵で迷子です                       | 伊藤若冲「動植綵絵」（三の丸尚蔵館）                                                                 | 7月25日        |
| 123 | インタビューウィズザムーン               | 桂離宮                                                                                               | 8月29日        |
| 124 | 転校生ミス・ブランチ                     | 倉俣史朗「ミス・ブランチ」（富山県美術館）                                                           | 12月26日       |
| 125 | 雨天中止のパトロール                     | レンブラント・ファン・レイン「夜警」（アムステルダム国立美術館）                                     | 2024年 1月30日 |
| 126 | お豆腐たちの卒業旅行                     | 高橋由一「豆腐」（金刀比羅宮）                                                                       | 2月27日        |
| 127 | 新メンバーは空間の鳥                     | コンスタンティン・ブランクーシ「空間の鳥」（横浜美術館）                                             | 6月28日        |
| 128 | 青い煙、走る                             | クロード・モネ「サン・ラザール駅」（フォッグ美術館）                                                 | 7月26日        |
| 129 | 挂甲の武人モーメント                     | 埴輪 挂甲武人（東京国立博物館）                                                                      | 9月6日         |
| 130 | ポッピンシューティングデー               | 喜多川歌麿「ポッピンを吹く娘」（東京国立博物館）                                                     | 12月27日       |
| 131 | 真犯人を告げる誰が袖図屏風               | 誰が袖図屏風（サントリー美術館）                                                                     | 2025年 1月31日 |
| 132 | おろおろギタリスト                       | ジョルジュ・ブラック「ギターを持つ男」（ポンピドゥーセンター）                                       | 2月28日        |

## スペシャル
| タイトル                                                               | 初回放送日時                   | 備考 |
| ---------------------------------------------------------------------- | ------------------------------ | --- |
| ご存じ?びじゅチューン!                                                 | 2014年4月27日 日曜17:55-18:00  | レギュラー放送開始記念の特別編。番組制作の舞台裏を紹介 |
| なつやすみ 美術館でびじゅチューン!                                     | 2016年7月17日 日曜16:40-17:00  | 大塚国際美術館の作品を紹介 |
| なつやすみ びじゅチューン!ツアー in 関西                               | 2017年7月16日 日曜16:00-16:20  | 今まで取り上げてきた美術作品のうち、関西にある作品を紹介 |
| 美の壺×びじゅチューン！美び美にっぽん                                  | 2018年1月3日 水曜21:00-21:25   | 美術を新しい視点から描く2番組、「美の壺」と「びじゅチューン！」がコラボした特別編を放送                                                                                     |
| なつやすみ 博物館で“にっぽん”びじゅチューン!                           | 2018年8月3日 金曜09:40-10:00   | 東京国立博物館の作品を紹介 |
| びじゅチューン! 祝100曲リクエストスペシャル                            | 2021年1月2日 土曜17:30-18:00   | ゲストに土屋伸之（ナイツ）を招き、事前に募集した「もう一度聞きたい曲」のうち、1位-10位の曲を紹介                                                                            |
| びじゅチューン!コンサートin大塚国際美術館                              | 2022年3月31日 木曜1:00-2:00    | 3月21日に大塚国際美術館で開催された「びじゅチューン!コンサート ダンスダンスダンス」の中継録画                                                                               |
| びじゅチューン!コンサートin富山                                        | 2022年11月27日 日曜14:50-15:20 | 11月5・6日に富山城址公園で開催された「びじゅチューン!コンサートinまちめぐりとやま」の模様を、富山の美術鑑賞スポット（富山県美術館・富山市ガラス美術館）の紹介とあわせて放送 |
| びじゅチューン!的パリの旅 (1)ルーブル美術館 モナ・リザさんに会いに行く | 2025年3月20日 木曜9:00-9:30    | ルーブル美術館を訪れ、曲のモデルとなった「モナ・リザ」などの作品を紹介 |
| びじゅチューン!的パリの旅 (2)町めぐり 美術ありすぎごめユニコーン       | 2025年3月21日 金曜9:00-9:30    | 「貴婦人と一角獣」を所蔵する中世美術館やグランド・ジャット島、サン・ラザール駅などを訪問                                                                                    |
| びじゅチューン!コンサートin鳥取県倉吉市                                | 2025年5月3日 土曜9:30-10:30    | 3月29日に鳥取県立美術館の開館記念として、美術館に隣接するエースパック未来中心で開催された                                                                                   |

## MIXびじゅチューン!
2022年2月20日より、これまでに発表された曲を新たな切り口で4曲ずつまとめたMIXびじゅチューン!が放送されている。案内役は井上涼とパペット「縄文土器先生」（ナイツ・土屋伸之が声を担当）。同年4月14日より定期放送となっているほか、DVD BOOKにも、7巻を皮切りに特典映像として収録されている。
| タイトル                       | 初回放送日時   | 使用曲                                                                                                |
| ------------------------------ | -------------- | --- |
| 西暦1500年をつなげる           | 2022年 2月20日 | お局のモナ・リザさん 1500年のオーディション 通勤フロム山水長巻 貴婦人でごめユニコーン                 |
| 春は世界にあふれてる           | 2月23日        | 紅白梅図屏風グラフ プリマヴェーラに家庭訪問 ツイスト出産 いちご泥棒大脱走                             |
| シルクロードをたどる           | 2月27日        | 祖母のコロッセオハット 転校しないで五弦琵琶 玉虫の家庭教師が玉虫厨子 その天女、柄マニアにつき         |
| 夏の思い出                     | 7月14日        | 敢えて湖畔 ひまわりがお掃除しちゃうわよ 民衆を温泉に導く自由の女神 納涼シアター                       |
| ずーっとキンキラ☆              | 7月19日        | アイネクライネ唐獅子ムジーク ツタンカーmail 再配達には金印を 崖のぼり、のちキス                       |
| 京都アラウンド1780             | 9月15日        | 樹下鳥獣図屏風事件 犬派はモノクロ 猫派はカラー 平熱でうらめしや 龍虎旅館                              |
| 秋を見つけた!                  | 10月13日       | 夏秋草図屏風デート 竜田川にフタをする ひとよだけ巡査 葉が地に着くその前に                             |
| モノトーンの世界               | 11月4日        | 鳥獣戯画ジム 松林ズ 厳島ライフセーバー 小面の休日                                                     |
| 怖い、けど惹かれてしまう       | 12月15日       | デンタルクリニック死の島 ヘルスチェックインザヘル ランチは地獄の門の奥に 焔のお習字教室               |
| ビバ!みかん!!                  | 2023年 1月12日 | 出会えないりんごとオレンジ 貴婦人でごめユニコーン 人を真似る瓶 夢パフューマー麗子                     |
| 潜入!ルーブル美術館            | 2月9日         | Walking!ニケ 書記に必要なギャルの精神 夏野菜たちのランウェイ スパイゴッデス                           |
| 光の演出                       | 3月9日         | 電気さえあれば 夕暮れ、浄土堂ショー テュルプ博士の参観日 潜入調査inムーラン・ド・ラ・ギャレット       |
| マイスイートホーム             | 3月26日        | アルルの訳あり物件 アルノルフィーニ夫妻のベルト防衛戦 何にでも牛乳を注ぐ女 納涼シアター               |
| 古代ギリシャ・ローマ旅のしおり | 3月26日        | 私たちは元パルテノン神殿 Walking!ニケ ひそひそと、秘儀の間で 祖母のコロッセオハット                   |
| 眉毛は語る                     | 3月26日        | 審判はフリーダ 1500年のオーディション 兵馬俑ウエディング ひとり縄文会議                               |
| 土の中からこんにちは           | 8月2日         | スタイリングbyキトラ ひそひそと、秘儀の間で 銅鐸仮面舞踏会 兵馬俑ウエディング                         |
| アナザーサイドがおもしろい!    | 8月9日         | 地元が快楽の園 噴火する背中 小面の休日 保健室に太陽の塔                                               |
| リゾットを作っちゃおう!        | 8月16日        | 鮭ミラーボール 続いては、信貴山の石橋さ～ん 何にでも牛乳を注ぐ女 縄文土器先生                         |
| 手は口ほどにものを言う         | 11月8日        | 写楽式洗顔 指揮者が手 十大弟子のバスケ大会 猫の手もアダムの手も借りたい                               |
| 「黒」は素敵な仕事人           | 11月15日       | おりがみのよりとも 火消しが来りて笛を吹く プロポーズはラスコーの洞窟で 住んでます、八橋蒔絵硯箱       |
| みんな働き者                   | 11月22日       | 私たちが削るべきは床 落穂拾子 雪中のフォーメーション〈山〉 洛中洛外シスターズ                         |
| コラボレーション               | 2024年 2月7日  | 鶴下ウェイ インタビューウィズザムーン 夏秋草図屏風デート 特急三日月宗近                               |
| 白にはいろんな表情が!          | 2月14日        | 歩く泡 ＬＯＶＥタージ・マハル先輩 博士、それ象牙多層球ですよ 姫路城と初デート                         |
| いったい何人いるのだろう       | 2月24日        | 洛中洛外シスターズ 地元が快楽の園 バベルの塔にカフェＯＰＥＮ 潜入捜査ｉｎムーラン・ド・ラ・ギャレット |
| ＧＯ！バードウォッチング       | 7月3日         | 動植綵絵で迷子です いちご泥棒大脱走 オフィーリア、まだまだ ナスカの地上絵、微生物                     |
| びじゅチューン!天気予報        | 7月10日        | 雨は愛すが人逃げる 雪中のフォーメーション〈山〉 染める蛇使い 夕暮れ、浄土堂ショー                     |
| あなたを思って                 | 7月17日        | アルルの訳あり物件 夢パフューマー麗子 審判はフリーダ 夏秋草図屏風（びょうぶ）デート                   |
| オーダーメイド                 | 11月6日        | 雨天中止のパトロール プリマヴェーラに家庭訪問 ツボのツボマッサージ師 犬派はモノクロ猫派はカラー       |
| 発表するや大反響!              | 11月13日       | 写楽式洗顔 デンタルクリニック死の島 検証・モネの筆 保健室に太陽の塔                                   |
| すてきなバディ                 | 11月20日       | アイネクライネ唐獅子ムジーク 崖のぼり、のちキス アルノルフィーニ夫妻のベルト防衛戦 お互い擬態         |
| びじゅチューン!のみの市        | 2025年 3月5日  | 雉香炉さんちは職場結婚 ひとよだけ巡査 転校生ミス・ブランチ ザパーンドプーンＬＯＶＥ                   |
| 石が大変身                     | 3月12日        | 歩く泡 私たちは元パルテノン神殿 スタイリングｂｙキトラ 真珠の耳飾りのくノ一                           |
| ディティール探偵団             | 3月19日        | おりがみのよりとも インタビューウィズザムーン 何にでも牛乳を注ぐ女 お局のモナ・リザさん               |

## スタッフ
- 出演・作詞・作曲・歌・アニメーション：井上涼
- コーラス：ジョリー・ラジャーズ - 男声ア・カペラコーラスグループ。吉岡弘行や柿沼郭が参加する。
- コーラス編曲：吉岡弘行
- 制作：NHKエデュケーショナル
- 制作・著作：NHK

## 関連書籍
DVD BOOK
小学館から発売されており、DVDには各作品のコーラスバージョンやカラオケバージョン、作者による解説映像と特典映像が収録され、BOOKには歌詞や解説、構想スケッチなどが掲載されている。
| 巻 | 表紙デザイン           | 発売日        | 収録回                                            | ISBN                   |
| -- | ---------------------- | ------------- | ------------------------------------------------- | ---------------------- |
| 1  | 風神雷神図屏風デート   | 2015年4月24日 | 第2回 、 第3回、第5回 - 第15回、第19回 - 第21回   | ISBN 978-4-094-80316-7 |
| 2  | 祖母のコロッセオハット | 2016年4月18日 | 第16回 - 第17回、第22回 - 第28回、第30回 - 第36回 | ISBN 978-4-094-80318-1 |
| 3  | 武蔵の遅刻理由         | 2017年8月2日  | 第29回、第37回 - 第51回                           | ISBN 978-4-094-80319-8 |
| 4  | 夢パフューマー麗子     | 2018年8月3日  | 第52回 - 第67回                                   | ISBN 978-4-094-80359-4 |
| 5  | 写楽式洗顔             | 2020年3月4日  | 第68回 - 第83回                                   | ISBN 978-4-094-80360-0 |
| 6  | 電気さえあれば         | 2021年8月4日  | 第84回 - 第100回                                  | ISBN 978-4-094-80368-6 |
| 7  | 老猿は主役じゃなくても | 2023年2月22日 | 第101回 - 第117回                                 |                        |

その他
いずれも小学館から発売。
- びじゅチューン!シール&ポストカードブック（2015年11月4日発売 ISBN 978-4-093-88443-3）
- びじゅチューン!ぬりえ（2017年1月25日発売 ISBN 978-4-093-88541-6）

## CD
ポニーキャニオンより「びじゅチューン!CD」シリーズとして発売。
| 副題             | ジャケットデザイン       | 発売日        | 規格品番  |
| ---------------- | ------------------------ | ------------- | --------- |
| EAST             | その天女、柄マニアにつき | 2016年4月20日 | PCCG-1518 |
| WEST             | 真珠の耳飾りのくノ一     | 2016年4月20日 | PCCG-1519 |
| げじげじまゆげ編 | 審判はフリーダ           | 2021年3月17日 | PCCG-1980 |
| への字口編       | 写楽式洗顔               | 2021年3月17日 | PCCG-1981 |